# Gabriele Laurenzano
Gabriele Laurenzano (Rossano, 12 giugno 2003) è un pallavolista italiano, libero della Trentino.

## Carriera

### Club
La carriera di Gabriele Laurenzano inizia nel 2013 nelle giovanili del Corissano; nel 2015 passa alle giovanili della Materdomini mentre nel 2018 è in quelle della New Real Gioia: nella stagione 2019-20 viene promosso in prima squadra, partecipando alla Serie B. Milita nella stessa categoria anche nell'annata successiva, facendo ritorno alla Materdomini.
Nella stagione 2021-22 esordisce in Superlega con la maglia della neopromossa Prisma Taranto. In quella seguente viene ingaggiato dalla Trentino, sempre nella massima divisione, con cui si aggiudica due scudetti e la Champions League 2023-24.

### Nazionale
Nel 2019 viene convocato nella nazionale under 17 e nel 2020 in quella under 18, vincendo la medaglia d'oro al campionato europeo di categoria, dove viene premiato come miglior libero. Nel 2021 fa parte della selezione under 19, mentre nel 2022 è in quella under 20 e si aggiudica l'oro al XVI Festival olimpico estivo della gioventù europea e al campionato europeo, anche in questo caso riconosciuto miglior libero. Nel 2023 è di scena con l'under 21 al campionato mondiale dove ottiene la medaglia di argento e un nuovo premio come miglior libero.

## Palmarès

### Club
- Campionato italiano: 2

2022-23, 2024-25
- Champions League: 1

2023-24

### Nazionale (competizioni minori)
- Campionato europeo under 18 2020
- Festival olimpico estivo della gioventù europea 2022
- Campionato europeo under 20 2022
- Campionato mondiale under 21 2023

### Premi individuali
- 2020 - Campionato europeo under 18: Miglior libero
- 2022 - Campionato europeo under 20: Miglior libero
- 2023 - Campionato mondiale under 21: Miglior libero